# 마이클 자슬로우
마이클 자슬로우(Michael Zaslow, 1942년 11월 1일 ~ 1998년 12월 6일)는 미국의 텔레비전 배우, 영화배우, 각본가, 연극 배우이다.
잉글우드에서 태어났으며 뉴욕에서 사망하였다. 사인은 근위축성 측색 경화증이다.

## 영화
- 법과 질서 (1990년)
- 천국에서의 6분 (1985년) - 봅 벡커 역
- 지구의 대참사 (1979년)
- 그대는 내 인생의 빛 (1977년)
- 명탐정 바나비 존즈 (1973년)
- 원 라이프 투 리브 (1968년)
- 가딩 라이트 (1952년)